# Abfallverwertungsanlage Augsburg
Die Abfallverwertungsanlage Augsburg wurde 1996 in Betrieb genommen und dient der Entsorgung von Siedlungs- und Gewerbeabfällen aus dem Stadtgebiet Augsburg sowie der Landkreise Augsburg, Aichach-Friedberg, Dillingen, Donau-Ries, Landsberg am Lech und Starnberg. Auf einer Fläche von etwa 23 Hektar betreibt die AVA Abfallverwertung Augsburg KU mit rund 160 Mitarbeitern ein Abfallheizkraftwerk mit integrierter Krankenhausmüllverbrennung, Rauchgasreinigung und Schlackenaufbereitung, eine Bioabfallvergärungsanlage sowie eine Kleinmengenannahme. Teil der Anlage ist auch eine Sortieranlage für bestimmte Wertstoffe. Sie wird allerdings seit 2010 von der Kühl Entsorgung und Recycling Süd GmbH betrieben.

## Geschichte
Die Abfälle aus dem Stadtgebiet Augsburg wurden nach dem Zweiten Weltkrieg zunächst in der Mülldeponie Augsburg-Nord bei Gersthofen abgelagert. In den 1970er Jahren zeichnete sich jedoch ab, dass die Deponiekapazitäten mittelfristig nicht ausreichen werden. 1980 wurde daraufhin von der Stadt Augsburg und den Landkreisen Aichach-Friedberg und Augsburg der Zweckverband zur Vorbereitung der Errichtung einer zentralen Abfallbeseitigungsanlage für die Stadt Augsburg und die Landkreise Augsburg und Aichach-Friedberg gegründet, der heute als Abfallzweckverband Augsburg geführt wird.
Dieser Verband widmete sich in den folgenden Jahren den Standortgutachten, Raumordnungs- und Planfeststellungsverfahren, bis es schließlich nach Erlass des Planfeststellungsbeschlusses durch die Regierung von Schwaben am 20. Dezember 1991 zur Gründung der AVA Abfallverwertung Augsburg GmbH kam.
Nach einer vierjährigen Bauzeit gingen die einzelnen Komponenten der Abfallverwertungsanlage schrittweise in Betrieb, was schließlich in der Inbetriebnahme des Abfallheizkraftwerks am 17. Januar 1996 gipfelte. Eine am 1. Januar 2004 gegründete Tochtergesellschaft für den Abfallsortierbereich – die AVA Re.Sort GmbH – wurde 2009 wieder stillgelegt und schließlich zurück in die Abfallverwertung Augsburg überführt.
Seit Januar 2013 wird im Rahmen eines Modellprojektes ein Teil der bei der Verbrennung entstehenden Abwärme in Containern mit Natriumacetat gespeichert (Latentwärmespeicher). Diese werden dann mit dem LKW ins nahe Friedberg transportiert, wo die Wärme zur Beheizung eines Schulzentrums verwendet wird.
An der AVA Abfallverwertung Augsburg GmbH waren bis Ende 2014 zwei Gesellschafter beteiligt: Zu 74,99 Prozent der öffentlich-rechtlich organisierte Abfallzweckverband Augsburg, der aus der Stadt Augsburg, dem Landkreis Aichach-Friedberg und dem Landkreis Augsburg besteht, und zu 25,01 Prozent die private Schwäbische Entsorgungsgesellschaft mbH (SE), eine hundertprozentige Tochter der Lechwerke AG. Seit dem 1. Januar 2015 ist die Abfallverwertungsanlage zu 100 Prozent in kommunaler Hand.
Am 2. Januar 2019 erfolgte die Umwandlung in ein Kommunalunternehmen (KU). Gewährträger des KU ist der Abfallzweckverband Augsburg (AZV), dessen Mitglieder die Stadt Augsburg sowie die Landkreise Augsburg und Aichach-Friedberg sind.

## Kennzahlen
Im Jahre 2016 wurden im Abfallheizkraftwerk etwa 250.000 Tonnen Siedlungs- und Gewerbeabfall verbrannt. Zusätzlich erfolgte die Verbrennung von 3.500 Tonnen Krankenhausmüll. Durch die Verbrennung entstanden etwa 59.000 Tonnen Schlacke zur Weiterverwendung. Nach Abzug des Eigenbedarfs konnten aus den verbrannten Abfällen 59 GWh Strom und 193 GWh Fernwärme in öffentliche Netze eingespeist werden.
In der Bioabfallvergärungsanlage konnten 2016 rund 79.000 Tonnen Bioabfall verwertet werden. In mehreren Verfahrensschritten wurde der Bioabfall in etwa 35 GWh Biogas, 15.000 Tonnen Kompost und 28.000 Tonnen Flüssigdünger umgewandelt.

## Anlagenteile

### Abfallheizkraftwerk

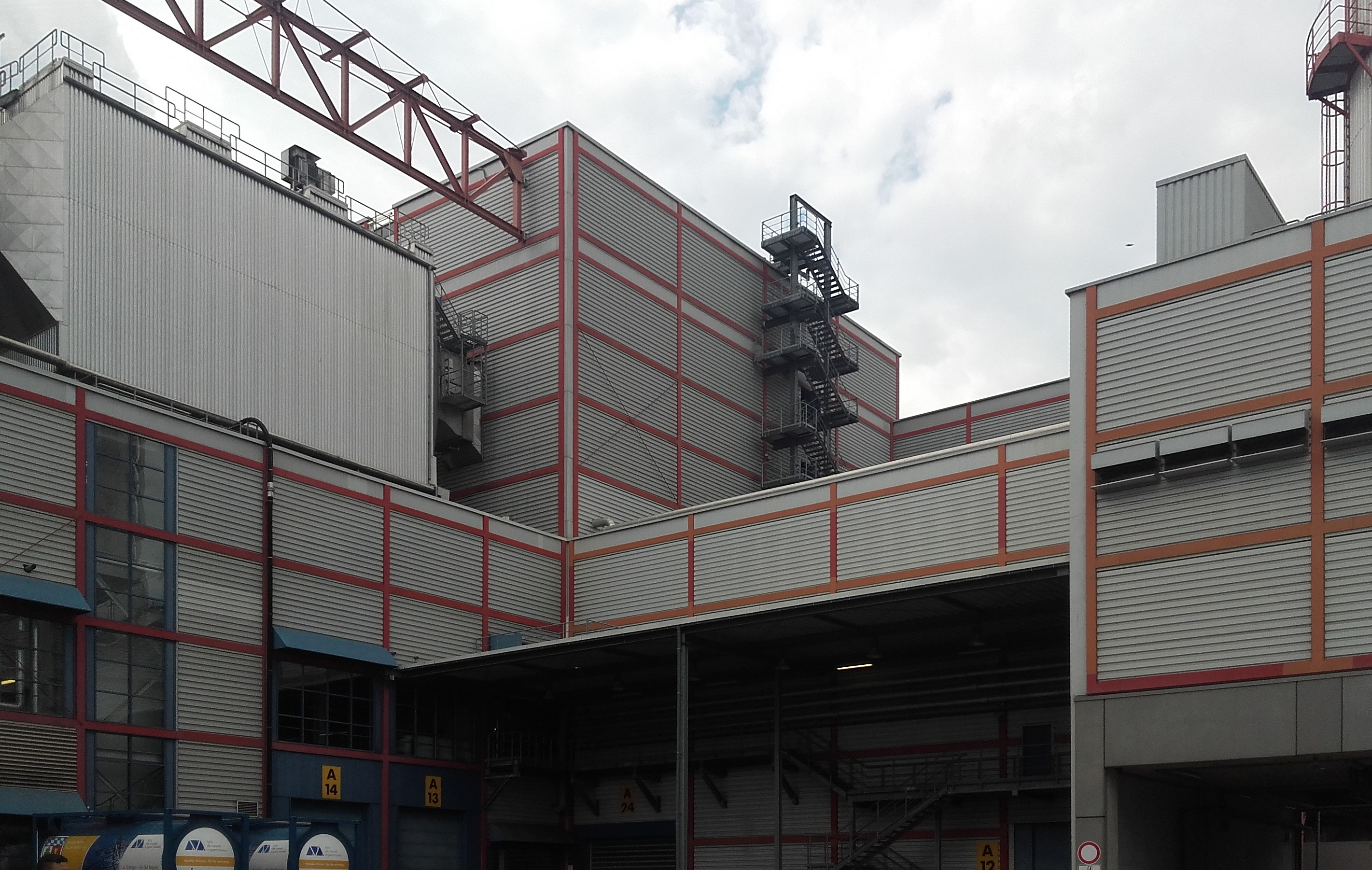
Blick auf das Kesselhaus (Bildmitte) und die Rauchgasreinigung (links)

Hauptbestandteil der Abfallverwertungsanlage ist das Abfallheizkraftwerk. Dort wird aus den Siedlungs- und Gewerbeabfällen der Region Strom und Fernwärme erzeugt. Im ersten Schritt wird dazu der per Lkw angelieferte Abfall in den Müllbunker gekippt. Von dort gelangt der Abfall in die drei Ofenlinien. Ohne die Zugabe von Öl oder Gas verbrennt der Abfall in den Öfen gleichmäßig bei mindestens 850 °C. Die dabei entstehenden Rauchgase werden einer 5-stufigen Reinigung unterzogen:
1. Elektrofilter
2. Saure Rauchgaswäsche
3. Neutrale Rauchgaswäsche
4. Entstickungsanlage
5. Aktivkohlefilter

Die Verbrennungsrückstände kommen abschließend zur Abkühlung in ein Wasserbad und werden dann zur Schlackenaufbereitungsanlage gefördert. In dieser Anlage wird die Rohschlacke in mehreren Verfahrensschritten aufbereitet und nach Korngrößen getrennt. Zudem sortieren Magnet- und Wirbelstromabscheider Eisenschrott und Nichteisenmetalle aus der Schlacke. Nach der Aufbereitung wird die Schlacke als Versatzmaterial verwendet.
In das Abfallheizkraftwerk sind auch zwei Ofenlinien für Krankenhausabfälle integriert. Dort werden infektiöse und pathologische Abfälle bei Temperaturen um 1.000 °C verbrannt.

### Sortieranlage

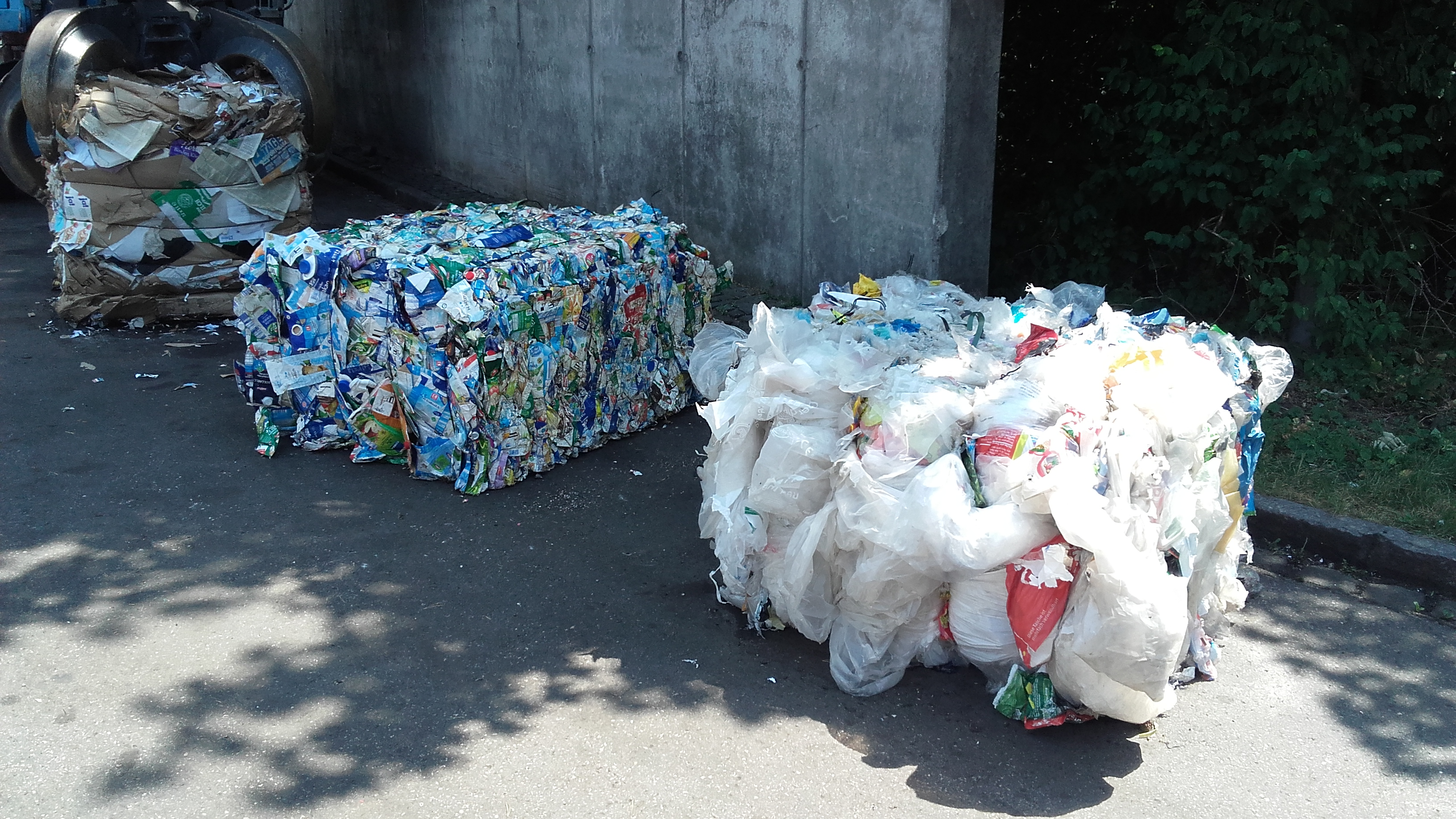
Wertstoffballen aus der Sortieranlage

Auf dem Gelände befindet sich zudem eine Sortieranlage für Leichtverpackungen sowie Papier und Pappe. Die Wertstoffe werden nach der Anlieferung maschinell sortiert und zu Ballen gepresst. Anschließend gelangen die sortenreinen Ballen per Lkw zur Weiterverwertung an anderer Stelle. Fremd- oder Störstoffe werden aussortiert und der Verbrennung zugeführt. Dieser Anlagenteil wird seit 2010 von der Kühl Entsorgung und Recycling Süd GmbH betrieben.

### Bioabfallvergärungsanlage

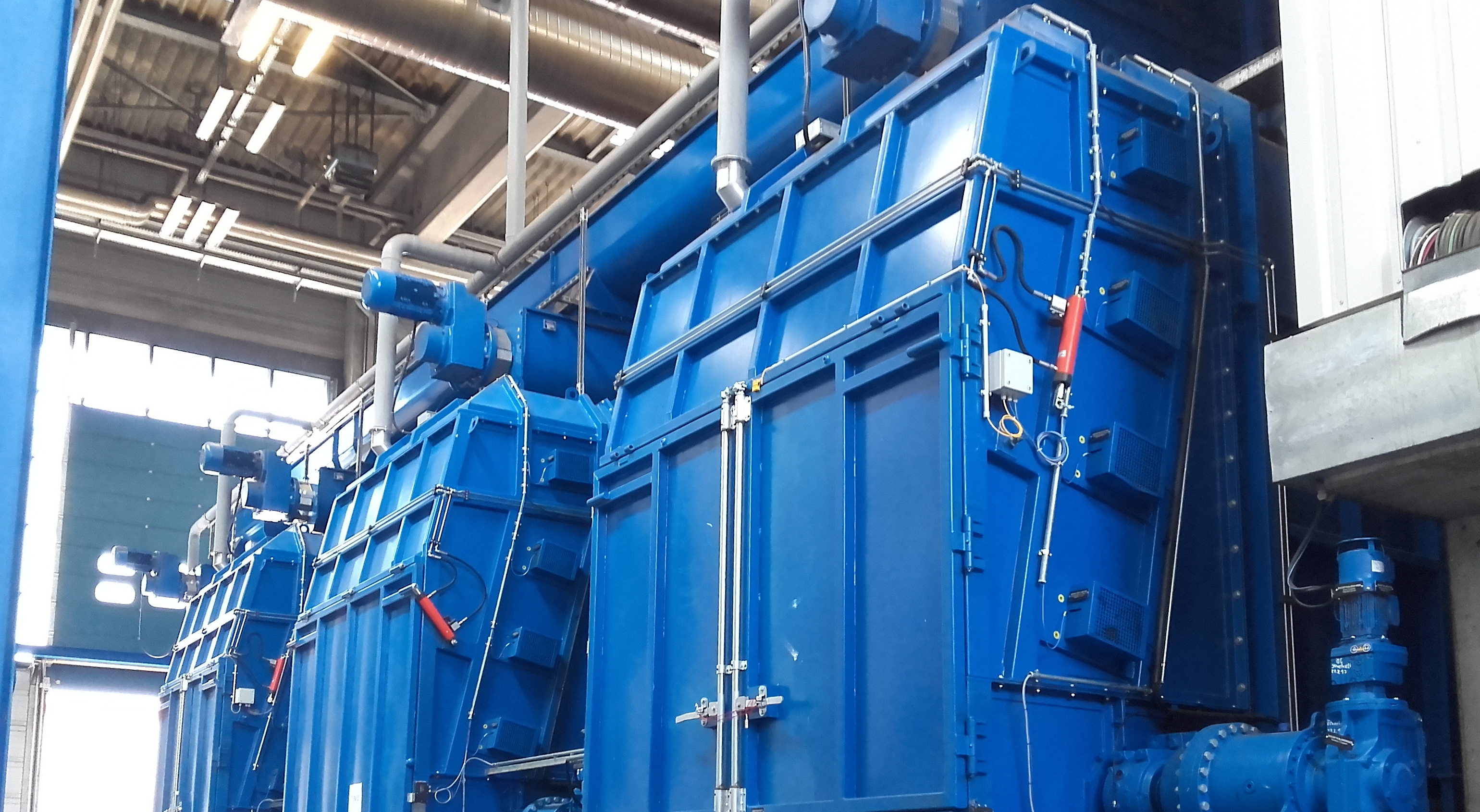
Fermenter der Bioabfallvergärungsanlage

Der in der Region gesammelte Bioabfall wird in diesem Anlagenteil zu Biogas sowie Kompost und Flüssigdünger umgewandelt. Hierzu wird der Bioabfall mit Grüngut vermischt und anschließend zerkleinert sowie von Störstoffen befreit. Im nächsten Verfahrensschritt zersetzen Mikroorganismen in den Fermentern bei mehr als 50 °C die Abfälle und erzeugen dabei Biogas. Die verbleibenden Gärreste werden im letzten Schritt gepresst und so in eine feste und eine flüssige Fraktion getrennt. Nach einer entsprechenden Nachbehandlung wird aus diesen beiden Fraktionen dann Kompost und Flüssigdünger.

### Kleinmengenannahme
Bei der Kleinmengenannahme haben Bürger der Stadt Augsburg oder der beiden Landkreise Augsburg und Aichach-Friedberg die Möglichkeit, Abfälle in haushaltsüblichen Mengen (teilweise gegen Gebühr) abzugeben. Nicht angenommen werden jedoch gefährliche Abfälle.